# Abdelkader Perez
Pour les articles homonymes, voir Perez.
Abdelkader Pérez est un ambassadeur marocain en Angleterre en 1723 puis de nouveau en 1737. Il fut aussi Grand Amiral de Salé. Le 29 août 1724, il a rencontré le roi George Ier et le prince de Galles. Son nom de famille espagnol Perez indique sa descendance de réfugiés morisques.